# Antti Kalliomäki
Antti Kalliomäki (Siikainen, 8 gennaio 1947) è un ex astista ed ex politico finlandese.
È stato un rappresentante del Partito Socialdemocratico Finlandese e membro del Parlamento finlandese dal 1983 al 2011, anno in cui si è ritirato dalla politica.

## Palmarès

### Olimpiadi
- 1 medaglia:
  - 1 argento (Montréal 1976)

### Europei
- 1 medaglia:
  - 1 argento (Praga 1978)

### Europei indoor
- 1 medaglia:
  - 1 oro (Katowice 1975)